# Истинный цвет
«Истинный цвет» (англ. Local Color) — американский драматический фильм 2006 года, снятый Джорджем Галло по его же сценарию, с Армином Мюллером-Шталем, Рэем Лиоттой и Тревором Морганом в главных ролях. Он основан на реальной истории режиссёра, в 70-х годах обучавшегося живописи у художника русского происхождения Джорджа Черепова.

## Сюжет
В 1974 году Джон Талия — подросток, мечтающий стать художником, несмотря на то, что его отец Джон-старший, являющийся ярым гомофобом, скептичен и категорически не одобряет интерес сына к искусству, считая это немужским занятием. Талии удается познакомиться с Николаем Серовым, пожилым русским экспатриантом, художником-импрессионистом, эмигрировавшим из Советского Союза во время Второй мировой войны, который добился немалого успеха в более молодые годы.
Серов озлоблен на современное искусство и не пишет уже десятилетиями. Постепенно Джону удаётся подружиться с живописцем. Серов приглашает юношу провести с ним лето в его загородном доме.
В первые недели старик, кажется, использует Талию в основном в качестве бесплатной рабочей силы для ремонта своего дома, однако становится ясно, что он готов поделиться с молодым человеком многими крупицами мудрости о жизни и искусстве. В конце концов Серов выводит художественный талант юноши на новый уровень, а также переубеждает его отца.
Несколько лет спустя, когда Серов умирает, он оставляет многие из своих картин Джону, который с радостью вспоминает, что наконец увидел, как Серов снова рисует.

## В ролях
- Тревор Морган — Джон Талия-младший
- Армин Мюллер-Шталь — Николай Серов
- Рэй Лиотта — Джон Талия-старший
- Чарльз Дёрнинг — Ямми
- Саманта Мэтис — Карла
- Рон Перлман — Кёртис Сандей
- Дайана Скаруид — Эдит Талия
- Дэвид Шефталл[англ.] — Майки

## Восприятие
Фильм был отмечен тремя наградами Международного кинофестиваля в Форт-Лодердейле: лучший сценарий (Джордж Галло), лучшая операторская работа (Майкл Негрин) и лучшая молодая звезда (Тревор Морган).
«Истинный цвет» имеет рейтинг одобрения 39 % на основе 18 рецензий профессиональных критиков на сайте Rotten Tomatoes. Стивен Холден из The New York Times наиболее высоко оценил игру Мюллера-Шталя, а его вывод звучит так: «За множеством клише скрывается фильм, в котором с необычайной интенсивностью исследуются споры о репрезентативном и нерепрезентативном искусстве, бушующие по крайней мере с зари абстрактного экспрессионизма».